# Megabiston tendinosaria
Megabiston tendinosaria är en fjärilsart som beskrevs av Dyar 1905. Megabiston tendinosaria ingår i släktet Megabiston och familjen mätare. Inga underarter finns listade i Catalogue of Life.